# Timorspökuggla
Timorspökuggla (Ninox fusca) är en nyligen urskiljd fågelart i familjen ugglor inom ordningen ugglefåglar.

## Utseende och läte
Timorspökugglan är en brun uggla med lysande gula ögon, tätt tecknad ljus undersida och vita fläcka på vingarna. I sitt utbredningsområde kan den inte förväxlas med någon annan uggla. Möjligen kan nordlig spökuggla uppträda, men denna har helt mörkbrun rygg. Bland lätena hörs studsande "woop-woop!" liksom mjukare och djupare "dwoop-a-woop!".

## Utbredning och systematik
Timorspökugglan återfinns endast på ön Timor i Små Sundaöarna. Tidigare behandlades den som underart till australisk spökuggla (Ninox boobook, eller Ninox novaeseelandiae när den senare inkluderar den förra). Numera urskiljs den dock allt oftare som egen art, efter studier från 2017 som visar på stora genetiska och lätemässiga skillnader.

## Status och hot
Arten har ett rätt stort utbredningsområde, men tros minska i antal, dock inte tillräckligt kraftigt för att den ska betraktas som hotad. Internationella naturvårdsunionen IUCN listar arten som livskraftig (LC).